# Kardos Botond
Kardos Botond (Budapest, 1997. szeptember 16. –) ifjúsági olimpiai ezüstérmes magyar tornász, előbb a KSI SE, majd a Vasas SC, 2018-tól a Győri Atlétikai Club sportolója.

## Sportpályafutása
2012-ben tagja a franciaországi Montpellierben rendezett felnőtt és junior férfi tornászok összetett és szerenkénti Európa-bajnokságán részt vevő magyar junior csapatnak, ahol összetettben a 10., korláton a 33., talajon a 42., ugrásban pedig az 56. helyen zárt.
2013 júniusában a Budapesti Bajnokságon ifjúsági egyéniben az első helyen szerepelt, ezzel kvalifikálva magát az utrechti Európai Ifjúsági Olimpiai Fesztiválra (EYOF), ahol – mint finalista – talajon a negyedik, lólengésben az ötödik, korláton pedig a hetedik helyen végzett. Ugyanitt az egyéni összetett döntőjében a hatodik, a magyar férfi tornacsapattal pedig a hetedik helyet szerezte meg.
A 2014. évi nyári ifjúsági olimpiai játékokon korláton ezüstérmet szerzett.